# Jens Rørbech
Jens Rørbech (født 28. juni 1940 på Frederiksberg) er en dansk civilingeniør, dr.techn. og seniorkonsulent i Gehl Architects.

## Karriere
Rørbech blev student 1959 fra Lyngby Statsskole, cand.polyt. 1964 og lic.techn. 1970 fra Danmarks Tekniske Højskole og var fra 1973 til 1977 ansat i Vejdirektoratets laboratorium for vejdata. I 1974 blev han dr.techn. på disputatsen The multi-lane traffic flow process. Fra 1977 til 1986 var han afdelingschef i Vejdirektoratets planlægningsafdeling.
I 1987 kom han til Københavns Kommune som stadsingeniør, hvilket han var til 1999. I denne periode stimulerede han byens omstilling fra kørende til gående og cyklende trafik og deltog i omlægningen af en række torve og pladser. Fra 1992 til 2000 var han medlem af Transportrådet. 1999-2004 var han seniorkonsulent i Banestyrelsen Rådgivning, senere Atkins Danmark A/S. I 2000 blev han adjungeret professor ved Danmarks Tekniske Universitet. Siden 2007 har han været knyttet til Gehl Architects.
Jens Rørbech har siden 19. august 1961 været gift med universitetslektor, cand.mag. Lone baronesse Gyldenkrone (født 20. februar 1939 i København), datter af baron Emil Gyldenkrone (død 1945) og hustru Agnete født Bech. 

## Hæder
- 1970: Direktør P. Gorm Petersens Mindelegat, Danmarks Tekniske Højskole
- 1975: Dansk Esso Fonds pris
- 1975: The Permanent International Association for Road Congresses P.I.A.R.C.'s Prix de la Belgique
- 1981: Medlem af Akademiet for de Tekniske Videnskaber
- 1986: Volvo Traffic Safety Award sammen med Henning Bang, Anders Nyvig A/S
- 1987: Pris fra Rådet for Større Færdselssikkerhed
- 1993: Pris fra Nykredit
- 1997: Vejprisen sammen med stadsarkitekt Otto Käszner og borgmester Bente Frost
- 1999: Fodgængerpris og Æresnål fra Foreningen til Hovedstadens Forskønnelse
- Ridder af Dannebrog